# Kristalina Gheorghieva
Kristalina Ivanova Gheorghieva-Kinova (în bulgară Кристалина Иванова Георгиева-Кинова; n. 13 august 1953, Sofia, Republica Populară Bulgaria) este un economist bulgar, președinte și director general al Fondului Monetar Internațional din 2019. Ea a fost șeful executiv al Băncii Mondiale și directorul Băncii Mondiale din 2017 până la 2017, a fost președinte interimar al Băncii Mondiale între 1 februarie 2019 și 8 aprilie 2019, după demisia lui Jim Yong Kim. Anterior, a fost vicepreședinte al Comisiei Europene sub conducerea lui Jean-Claude Juncker din 2014 până în 2016.
În 2021, o anchetă independentă a dezvăluit că Gheorghieva a instruit personalul Băncii Mondiale să modifice datele pentru a face China să arate mai bine.